# Grosvenor House Hotel
Grosvenor House Hotel est un hôtel de luxe de Londres.

## Situation et accès

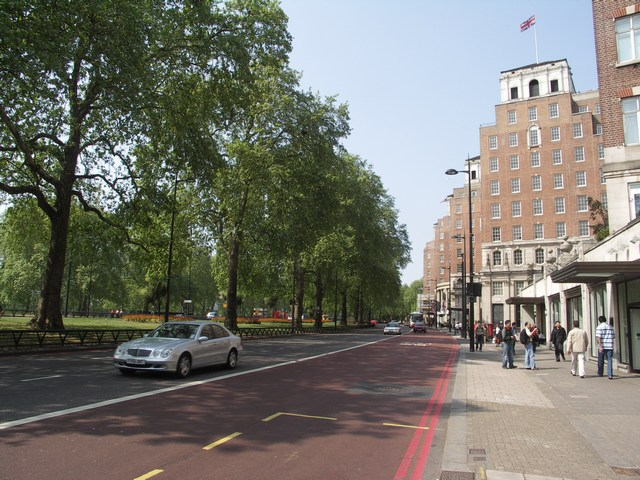
Grosvenor House Hotel vu depuis Park Lane

Le Grosvenor House Hotel est un hôtel de luxe de Mayfair, dans le centre de Londres, situé au nos 86-90 de Park Lane, près de Hyde Park et à proximité de Grosvenor Square. Son entrée principale se trouve néanmoins sur Park Street.
La station de métro la plus proche est Marble Arch, desservie par la ligne  Central.
En 2018, il est la propriété du groupe qatari Katara Hospitality.

## Origine du nom

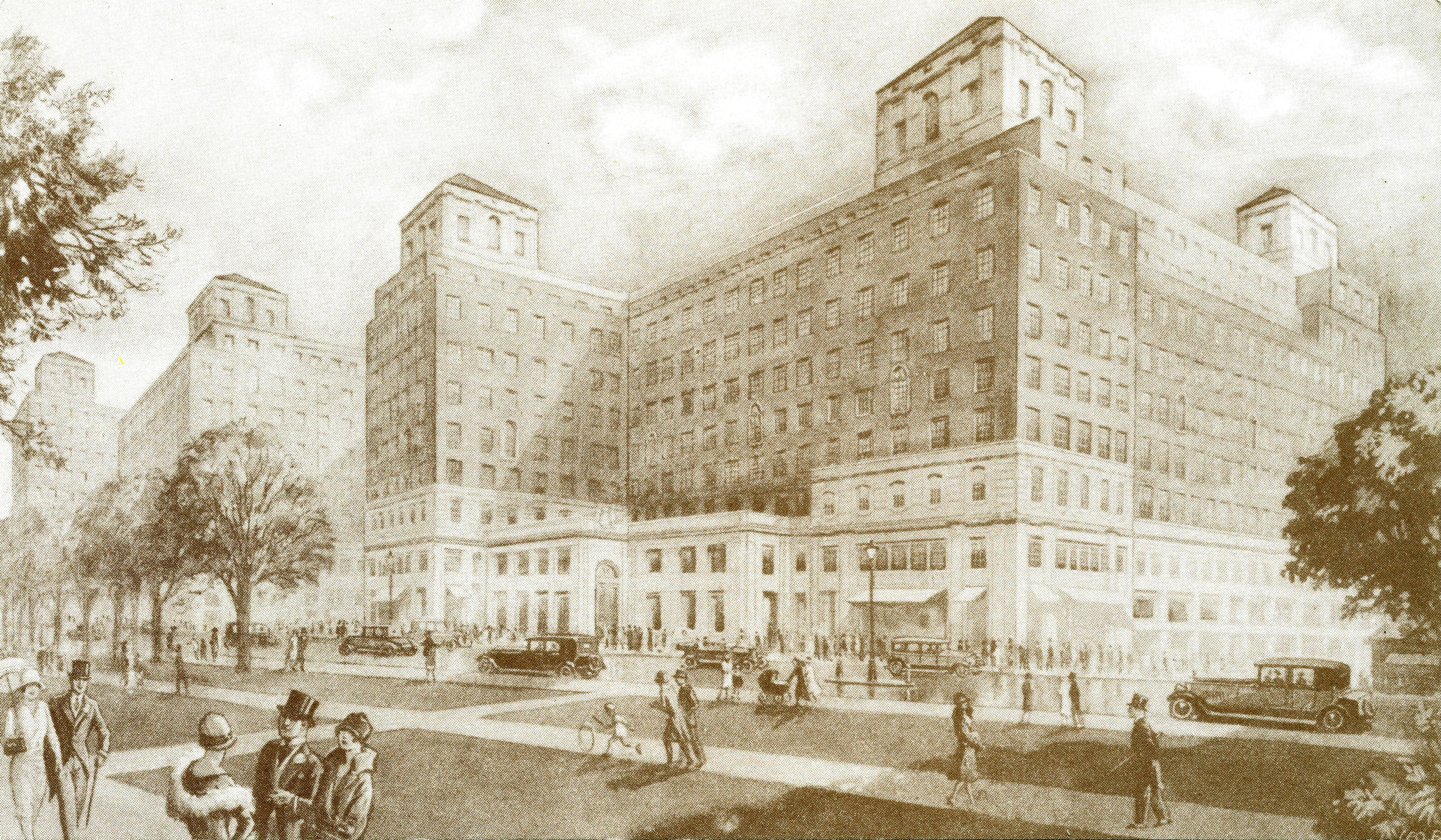
L'hôtel dans les années 1920.

L’hôtel occupe l’emplacement de la Grosvenor House, démolie dans les années 1920.

## Historique
- L'hôtel est construit dans les années 1920 et ouvre ses portes en 1929.

- En 2018, une entreprise qatarie, Katara Hospitality, rachète l’hôtel[1].

## Sources
- (en) Cet article est partiellement ou en totalité issu de l’article de Wikipédia en anglais intitulé « Grosvenor House Hotel » (voir la liste des auteurs).